# Nyctelia
Nyctelia is een geslacht van kevers uit de familie van de zwartlijven (Tenebrionidae). De wetenschappelijke naam van het geslacht werd in 1825 gepubliceerd door Pierre André Latreille.
Dit geslacht behoort tot de geslachtengroep Nycteliini, die in het Neotropisch gebied voorkomt. Het komt voor in droge en halfdroge gebieden van Argentinië en Chili tot zuidelijk Patagonië. Het behelst ongeveer 65 soorten. Nyctelia zijn zwart glanzende kevers met roodbruine, donkerbruine tot zwarte voelsprieten en poten. Ze komen voor tot op een hoogte van meer dan 3.000 meter.
Charles Darwin verzamelde in 1832/33 op de reis van HMS Beagle meerdere soorten Nyctelia in Patagonië, waaronder Nyctelia darwini, N. puncticollis, N. rugosa, N. saundersi, N. newporti en N. nodosa. Deze soorten werden later beschreven en benoemd door George Robert Waterhouse.